# Austin Dillon
Austin Dillon (* 27. April 1990 in Lewisville, North Carolina) ist ein US-amerikanischer Automobilrennfahrer. Zurzeit ist er in der NASCAR Cup Series für Richard Childress Racing aktiv. Daneben nimmt er auch in einzelnen Rennen der Xfinity Series, in der er 2013 Meister wurde, und der Camping World Truck Series, die er 2011 gewann, teil.
Dillon ist der Enkel von Richard Childress, einem ehemaligen Rennfahrer sowie Teambesitzer von Richard Childress Racing. Sein Vater Mike fuhr ebenfalls Rennen, er ist der Generaldirektor von RCR. Tyler Dillon, Austins jüngerer Bruder, ist ebenfalls in der NASCAR Cup Series aktiv.

## Karriere

### Anfänge (2005–2008)
Dillon begann seine Karriere in INEX Bandoleros und Legend Cars. Ab 2006 startete er in Late Model-Dirtrennen, im folgenden Jahr fuhr er auch Asphaltrennen. Er stieg 2008 in die NASCAR K&N Pro Series East auf, mit einem Sieg und dem zweiten Platz der Gesamtwertung war er der Rookie of the Year. Auch startete er 2008 in zwei Rennen der Xfinity Series, welche er auf dem sechsundzwanzigsten und vierten Platz beendete.

### Camping World Truck Series (2009–2011)
Auf dem Iowa Speedway debütierte Dillon 2009 in der Camping World Truck Series. Im selben Jahr sollte er auch in Talladega starten, sein Fahrzeug bestand jedoch die technische Inspektion nicht, sodass er für das Rennen disqualifiziert wurde. Die Saison 2010 bestritt er komplett, er erreichte zwei Siege sowie sieben Pole-Positions, mit dem fünften Gesamtrang wurde er zum Rookie of the Year ausgezeichnet. 2011 konnte er wieder zwei Rennen gewinnen, mit zehn Top-5-Ergebnissen wurde er vor Johnny Sauter Meister, ebenfalls wurde er zum Most Popular Driver gewählt. Weitere seiner engsten Rivalen waren 32 Jahre ältere Ron Hornaday junior sowie der sieglose James Buescher gewesen.

### Monster Energy Cup Series und Xfinity Series (ab 2011)
Im Oktober 2011 bestritt Dillon sein erstes Rennen in der Cup Series. Im November wurde angekündigt, dass Dillon in der Saison 2012 in der Xfinity Series antreten wird.
2012 trat er ebenfalls für ein Rennen in der Cup Series an. In der Xfinity Series konnte er seinen ersten Sieg in Kentucky einfahren, nach dem Rennen wurde jedoch festgestellt, dass Dillons Wagen nicht der Mindesthöhe entsprach. Er konnte auch das zweite Saisonrennen in Kentucky gewinnen. Er beendete die Saison auf dem dritten Saisonrang, was ihm den Rookie of the Year-Titel einbrachte.
2013 startete er in elf Rennen der Cup Series, zwei davon als Ersatz für den verletzten Tony Stewart. In der Xfinity Series erreichte er keinen Sieg und zweiundzwanzig Top-10-Ergebnisse, fünf weniger als im Vorjahr. Trotzdem konnte er die Gesamtwertung in dieser Saison gewinnen, was unter anderem darauf zurückzuführen ist, das viele Cup-Fahrer, die nicht punkteberechtigt waren, an den Rennen teilnahmen. Es war die erste Meisterschaft in einer der drei nationalen NASCAR-Serien, die ohne einen Sieg gewonnen wurde. Zudem war er nach Greg Biffle und Johnny Benson der erst dritte Fahrer, der sowohl in der Xfinity- als auch in der Truck-Serie Champion geworden war. Dillon startete auch in drei Rennen der Truck Series, in Eldora gewann er.
Seine erste volle Saison in der Cup Series bestritt Dillon 2014 in der Nummer 3 für Richard Childress Racing. Er gewann die Pole-Position des Daytona 500, sein bestes Rennergebnis war ein fünfter Platz in Daytona. Er erreichte den zwanzigsten Gesamtrang, nach Kyle Larson war er der zweitbeste Rookie. Dillon startete in einem Rennen der Xfinity Series und in acht Rennen der Truck Series, von denen er eines gewann.
Auch 2015 fuhr Dillon in der Cup Series, er erreichte den einundzwanzigsten Gesamtrang. In der Xfinity Series gewann er vier von zwanzig angetretenen Rennen, in der Truck Series eines von vier.
2016 konnte Dillon sich für den Chase qualifizieren, er erreichte den vierzehnten Gesamtrang. Ein dritter Platz in Talladega war sein bestes Ergebnis. Zusätzlich konnte er zwei Rennen der Xfinity Series gewinnen.
2017 gelang Dillon in Charlotte sein erster Cup Series-Sieg.
2018 gewann er in der ersten „Overtime“ das Daytona 500, obwohl er erst in der Schlussrunde die Führung übernommen hatte.
2020 gewann er nach einer sieglosen Saison 2019 ein Rennen auf dem Texas Speedway, Zweiter wurde hier sein Teamkollege Tyler Reddick.